# N729 (België)
De N729 is een gewestweg in het Vlaams Gewest en verbindt de N2 bij Kuringen met de N72 bij Zolder. Onderweg kruist de N729 de A2 E314. De N729 kruist ook de E313, maar daar is geen afrit. De E313 is te bereiken via de N2. De route heeft een lengte van ongeveer 10 kilometer.

## N729a
De N729a zijn twee aftakkingen van de N729 nabij Stokrooie en Bolderberg. De twee aftakkingen vormden samen de oude route van de N729 over het Albertkanaal heen.
De routes hebben samen een lengte van ongeveer 1,8 kilometer.